# Taulabé
Taulabé est une municipalité du Honduras, située dans le département de Comayagua. La municipalité est fondée en 1987.

## Source de la traduction
- (en) Cet article est partiellement ou en totalité issu de l’article de Wikipédia en anglais intitulé « Taulabé » (voir la liste des auteurs).